# Ejnar Tønsager
Ejnar Tønsager (Oslo, 12 de abril de 1888-Oslo, 15 de octubre de 1967) fue un deportista noruego que compitió en remo como timonel. Participó en dos Juegos Olímpicos de Verano en los años 1908 y 1912, obteniendo una medalla de bronce en Estocolmo 1912, en la prueba de cuatro con timonel.

## Palmarés internacional
| Juegos Olímpicos | Juegos Olímpicos   | Juegos Olímpicos  | Juegos Olímpicos   |
| Año              | Lugar              | Medalla           | Prueba             |
| ---------------- | ------------------ | ----------------- | ------------------ |
| 1912             | Estocolmo (Suecia) | Medalla de bronce | Cuatro con timonel |